# Línia 4 del metro de Madrid
La Línia 4 del metro de Madrid és una línia de ferrocarril metropolità de la xarxa del metro de Madrid. Aquesta línia connecta les estacions d’Argüelles i Pinar de Chamartín.